# Nguyễn Văn Gấu
Nguyễn Văn Gấu (sinh ngày 16 tháng 9 năm 1967) là một chính khách, nguyên tướng lĩnh Quân đội nhân dân Việt Nam, hàm Trung tướng. Ông hiện là Ủy viên Ban Chấp hành Trung ương Đảng Cộng sản Việt Nam khóa XIII, Bí thư Tỉnh uỷ Bắc Ninh.
Ông nguyên là Ủy viên Quân ủy Trung ương nhiệm kỳ 2021 - 2026, Phó Chủ nhiệm Tổng cục Chính trị Quân đội nhân dân Việt Nam, Bí thư Đảng ủy, Chính ủy Quân khu 9, Bí thư Tỉnh uỷ Bắc Giang.

## Tiểu sử
Nguyễn Văn Gấu sinh ngày 16 tháng 9 năm 1967, quê ở xã Tân Thủy, huyện Ba Tri, tỉnh Bến Tre.
Ông có trình độ lý luận chính trị: cao cấp, trình độ chuyên môn: cử nhân Khoa học Xã hội và Nhân văn.
Trước năm 2018, ông mang quân hàm Đại tá và giữ các cương vị Phó Chính ủy rồi Chính ủy Sư đoàn bộ binh 330; Chủ nhiệm Chính trị Quân khu 9.
Năm 2018, Chủ nhiệm Chính trị Quân khu 9.
Tháng 11 năm 2020, ông được bổ nhiệm giữ chức Bí thư Đảng ủy, Chính ủy Quân khu 9.
Ngày 30 tháng 1 năm 2021, tại Đại hội đại biểu toàn quốc lần thứ XIII của Đảng, ông được bầu làm Ủy viên Ban Chấp hành Trung ương Đảng Cộng sản Việt Nam khóa XIII, nhiệm kỳ 2021-2026.
Ngày 27 tháng 1 năm 2022, Thủ tướng Chính phủ Phạm Minh Chính ký Quyết định số 135/QĐ-TTg, bổ nhiệm ông Nguyễn Văn Gấu giữ chức Phó Chủ nhiệm Tổng cục Chính trị.

### Bí thư Tỉnh ủy Bắc Giang
Ngày 26 tháng 6 năm 2024, Tỉnh ủy Bắc Giang diễn ra Hội nghị công bố quyết định của Bộ Chính trị về công tác cán bộ. Phó trưởng Ban Tổ chức Trung ương Nguyễn Quang Dương công bố quyết định của Bộ Chính trị về việc điều động, chỉ định Trung tướng Nguyễn Văn Gấu, Ủy viên Trung ương Đảng, Phó chủ nhiệm Tổng cục Chính trị Quân đội nhân dân Việt Nam tham gia Ban Chấp hành, Ban Thường vụ và giữ chức Bí thư Tỉnh ủy Bắc Giang nhiệm kỳ 2020-2025.

### Bí thư Tỉnh ủy Bắc Ninh
Ngày 30 tháng 6 năm 2025, tại tỉnh Bắc Giang, Phó Trưởng Ban Nội chính Trung ương Nguyễn Hữu Đông công bố Nghị quyết của Quốc hội về sắp xếp đơn vị hành chính cấp tỉnh (sáp nhập tỉnh Bắc Giang và Bắc Ninh thành tỉnh Bắc Ninh mới) và cấp xã. Ủy viên Bộ Chính trị, Bí thư Trung ương Đảng, Chủ nhiệm Ủy ban Kiểm tra Trung ương Nguyễn Duy Ngọc công bố và trao quyết định của Bộ Chính trị về việc thành lập Đảng bộ tỉnh Bắc Ninh mới trực thuộc Ban Chấp hành Trung ương Đảng trên cơ sở hợp nhất 2 đảng bộ tỉnh Bắc Giang và tỉnh Bắc Ninh, chỉ định đồng chí Nguyễn Văn Gấu, Bí thư Tỉnh ủy Bắc Giang làm Bí thư Tỉnh ủy Bắc Ninh mới.

## Lịch sử thụ phong quân hàm
|               |          |           |        |          |          |           |        |             |             |  |  |  |  |  |
| Năm thụ phong | 1991     | 1993      | 1996   | 2000     | 2004     | 2008      | 2012   | 2018        | 2023        |  |  |  |  |  |
| Cấp bậc       | Trung úy | Thượng úy | Đại úy | Thiếu tá | Trung tá | Thượng tá | Đại tá | Thiếu tướng | Trung tướng |  |  |  |  |  |
|               |          |           |        |          |          |           |        |             |             |  |  |  |  |  |